# Richard Joseph Meyer

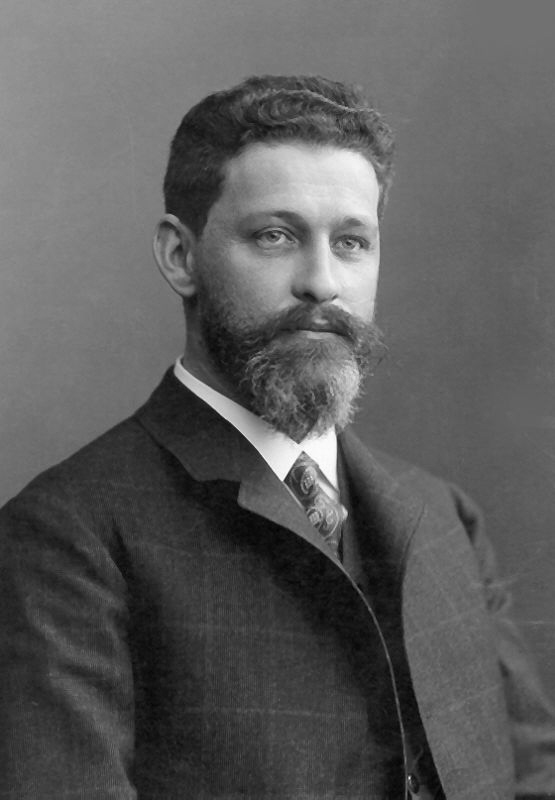

Richard Joseph Meyer (* 24. August 1865 in Berlin; † 18. Juni 1939 ebenda) war ein deutscher Chemiker.

## Leben
Richard Joseph Meyer schloss 1890 ein Studium der Naturwissenschaften, Mathematik und Philosophie mit einer Dissertation über Oxidationen von Chinolinderivaten ab, hatte danach verschiedene Assistentenstellen inne und führte von 1897 bis 1927 als Mitinhaber zusammen mit Arthur Rosenheim das von Rosenheim 1891 mit Carl Friedheim gegründete Wissenschaftlich-chemische Laboratorium Berlin N.
1900 wurde Meyer für anorganische Chemie habilitiert und lehrte bis 1933 als nichtbeamteter außerordentlicher Professor in Berlin. Er beschäftigte sich vor allem mit anorganischer und analytischer Chemie des Scandiums, des Yttriums und betreute seit 1925 die 8. Auflage des chemischen Standardwerks Gmelins Handbuch der anorganischen Chemie, die nach seinem Tod von Ernst Hermann Erich Pietsch (* 6. Mai 1902 Berlin; † 9. April 1979 Bad Homburg) fortgeführt wurde.
Nach der Machtergreifung der Nationalsozialisten wurde er aufgrund seiner jüdischen Herkunft in den Ruhestand versetzt. Er starb 1939 im Franziskus-Krankenhaus an Vergrößerung der Vorsteherdrüse, Harnverhalt und Urämie. Zuletzt wohnte er in der Regensburger Straße 10 in Berlin-Wilmersdorf. Seine Ehefrau Pauline geb. Wolff wurde 1942 nach Theresienstadt deportiert und starb dort noch im selben Jahr.

## Schriften (Auswahl)
- Gmelins Handbuch der anorganischen Chemie. Hrsg.: Deutsche Chemische Gesellschaft. Bearbeitet von R. J. Meyer. (zahlreiche Bände und Ausgaben der 8. Auflage).
- Bibliographie der seltenen Erden: Ceriterden, Yltererden und Thorium. Leopold Voss, Hamburg / Leipzig 1905.
- Zur Frage der Schädigungen der Papierstoff- und Papierfabrikation durch die Kaliendlaugen. C. Schulze, Gräfenhainichen 1916.